# IPv6包格式
IPv6报文是使用Internet 协议版本 6 (IPv6) 交换的最小消息实体。报文由两个主要部分组成：控制信息的头部和用户数据的负载。IPv6报文中的控制信息分为固定报头和可选扩展报头。IPv6报文的有效负载通常是数据报或高层传输层协议的切片，但是也可能是用于网络层（如ICMPv6）或链路层（如OSPF）的数据。
IPv6数据包通常通过链路层（即通过以太网或Wi-Fi）传输，链路层将每个数据包封装在帧中。数据包还可以通过更高层隧道协议进行传输，例如使用6to4或Teredo转换技术时的IPv4。
与IPv4不同的是，路由器不会对大于最大传输单元（MTU）的IPv6报文进行分段，分段完全由主机完成。IPv6规定最小MTU为1,280个八位元組，但“强烈建议”主机使用路径MTU发现协议（Path MTU Discovery）来发现和使用大于最小MTU的数据包。